# Comps-la-Grand-Ville
 Comps-la-Grand-Ville  là một xã ở tỉnh Aveyron, thuộc vùng Occitanie ở miền nam nước Pháp.